# Eupatorus siamensis
Eupatorus siamensis är en skalbaggsart som beskrevs av François Louis Nompar de Caumont de Laporte 1867. Eupatorus siamensis ingår i släktet Eupatorus och familjen Dynastidae. Inga underarter finns listade i Catalogue of Life.